# Adam Orłamowski
Adam Orłamowski (ur. 26 grudnia 1978 w Jarosławiu) – polski rysownik satyryczny i ilustrator.

## Życiorys
Zadebiutował jesienią 2003 indywidualną wystawą „Śmiertelne zabawy językiem Polskim” w jarosławskiej galerii Pirania, a w prasie zadebiutował w styczniu 2004. Publikował m.in. w czasopismach: Twój Dobry Humor, Fakty i Mity, NIE, Region, Dzień Rzeszowa, Gilotyna, Nosorog. Jest autorem okładki oraz ilustracji do książki Krzysztofa Prendeckiego „Kuracja wiedzą”. Uczestniczył w wielu wystawach pokonkursowych w Polsce i za granicą.

## Nagrody i wyróżnienia
- II-miejsce w Ogólnopolskim Konkursie Satyrycznym „Biały miś”, Radzyń Podlaski (2004)
- „Zaczarowany ołówek” Plener satyryczny, Gubin (2005)
- Wyróżnienie specjalne w konkursie „Spirito di vino”, Włochy (2005)
- Wyróżnienie honorowe w „VIII Turnieju satyry o Złotą Szpilę”, Przemyśl (2005)
- Wyróżnienie w IV Międzynarodowym Konkursie KARPIK, Niemodlin (2006)
- Złota Szpila w IX Ogólnopolskim Turnieju Satyry „O Złotą Szpilę”, Przemyśl (2006)
- Dyplom uznania w „Urziceni 1st International Cartoon Competition”, Rumunia (2006)
- Wyróżnienie specjalne w „Googlm 5th China LM International Cartoon Competitio”, Chiny (2007)

## Wystawy
- Śmiertelne zabawy językiem Polskim – PIRANIA pub galeria, Jarosław (2003)
- Polish Cartoon Exhibition Polska karykatura w Bośni i Hercegowinie, Banja Luca (2005)
- Jedyne słuszne skróty myślowe – Galeria u plastyków Graciarnia, Rzeszów (2006)
- Polska gola! V Salon SPAK Muzeum Karykatury, Warszawa (2006)
- Orłamowski i inni w Piraniach Dwóch – Wystawa laureatów Turnieju o Złotą Szpilę (2007)
- 20 lat wSPAK- Wystawa Stowarzyszenia Polskich Artystów Karykatury (2007)